# Richard-Wagner-Platz (métro de Berlin)
Pour les articles homonymes, voir Richard Wagner (homonymie).
Richard-Wagner-Platz est une station de la ligne 7 du métro de Berlin, dans le quartier de Charlottenburg.

## Histoire
Une première station située à cet endroit ouvre le 14 mai 1906 sous ce qui s'appelle alors la Wilhelmplatz (à ne pas confondre avec l'ancienne Wilhelmplatz dans le quartier de Mitte), du nom du « Roi-Sergent » Frédéric-Guillaume Ier. À ce temps, elle était le terminus de l'extension vers la mairie de Charlottenbourg, réalisée depuis la station de Knie (« genou » ; aujourd'hui : Ernst-Reuter-Platz) via Bismarckstraße (aujourd'hui : Deutsche Oper). La gare en cul-de-sac à trois voies était conçue par l'architecte Alfred Grenander. Le 1er février 1935, elle prend le nom de Richard-Wagner-Platz en hommage au compositeur Richard Wagner.

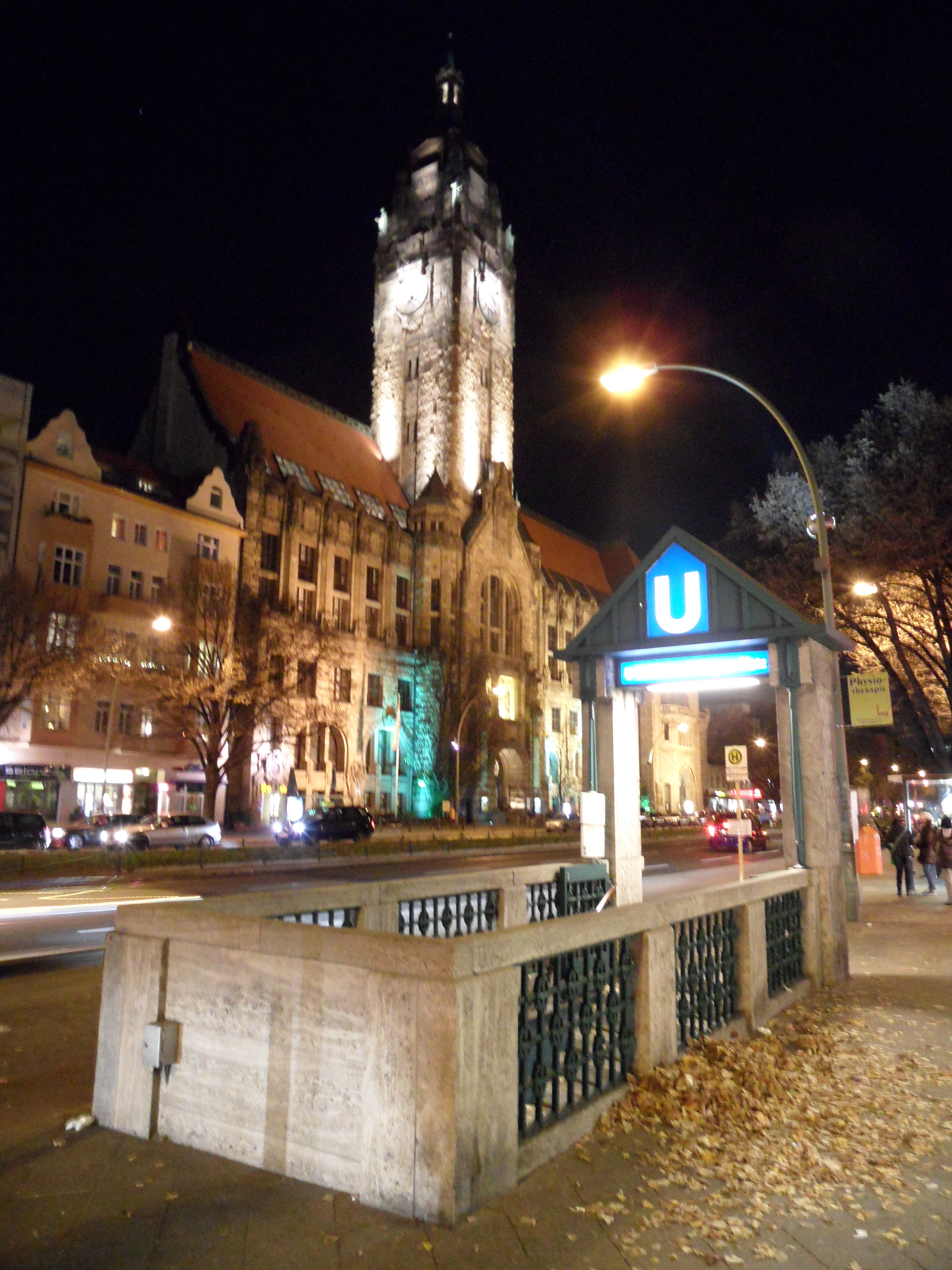
L'entrée du métro.

Le 2 mai 1970, la station est mise hors service. Auparavant, une navette à petit gabarit qui portait le numéro 5 depuis 1966 faisait la liaison avec la station Deutsche Oper. La station de métro est démolie en 1974 puis reconstruite pour être intégrée à la nouvelle ligne U7 à grand gabarit. Le petit tunnel d'origine existe toujours et est relié au tunnel principal de la ligne 7. Il est principalement utilisé pour le transfert de matériel et les trains de chantier et, à quelques occasions, pour le transport d'usagers. L'un des accès d'origine a été conservé.
Le 28 avril 1978, la station est reliée à la ligne 7 dont le nouveau terminus est Fehrbelliner Platz. La nouvelle plate-forme centrale est construite selon les plans de Rainer G. Rümmler. Le hall d'entrée au nord de la station est décoré de représentations de scènes d'œuvres de Richard Wagner. Les mosaïques inspirées de l'art byzantin d'un artiste inconnu datent de 1903. Elles étaient originellement installées dans une salle de l'ancien hôtel Alt Bayern (plus tard appelé Bayernhof) près de la Potsdamer Platz.
En juin 2014, un ascenseur est mis en service, la rampe pour l'accès aux handicapés étant retirée.

## Correspondances
La station de métro est en correspondance avec la ligne d'omnibus M45.